# ليو تركزما
ليو تركزما (بالهولندية: Leo Turksma)‏ (25 أغسطس 1905 – 9 فبراير 1987) هو ملاكم هولندي راحل، مثّل بلاده في الألعاب الأولمبية الصيفية 1924.

## روابط خارجية
ليو تركزما على موقع بوكس ريك (الإنجليزية) (registration required)
- ليو تركزما على موقع أوليمبيديا (الإنجليزية)